# Hickory Flat
Hickory Flat é uma cidade  localizada no estado americano de Mississippi, no Condado de Benton.

## Demografia
Segundo o censo americano de 2000, a sua população era de 565 habitantes.
Em 2006, foi estimada uma população de 543, um decréscimo de 22 (-3.9%).

## Geografia
De acordo com o United States Census Bureau tem uma área de
2,4 km², dos quais 2,4 km² cobertos por terra e 0,0 km² cobertos por água. Hickory Flat localiza-se a aproximadamente 129 m acima do nível do mar.

## Localidades na vizinhança
O diagrama seguinte representa as localidades num raio de 24 km ao redor de Hickory Flat.